# ماريو كوينكا ساندوبال
ماريو كوينكا ساندوبال (بالإسبانية: Mario Cuenca Sandoval)‏ هو كاتب إسباني، ولد في 1975 في ساباديل في إسبانيا.